# Cryptazeca elongata
Cryptazeca elongata é uma espécie de gastrópode  da família Cochlicopidae.
É endémica de Espanha.